# Séhouè
Séhouè ist eine Stadt und ein Arrondissement im Departement Atlantique in Benin. Es ist eine Verwaltungseinheit, die der Gerichtsbarkeit der Kommune Toffo untersteht.
Innerhalb des Départements liegt Séhouè im Norden an der Grenze zum Departement Zou und der Kommune Zogbodomey. Durch den Ort verläuft die Fernstraße RNIE2. 

## Demografie und Verwaltung
Gemäß der Volkszählung von 2013 hatte das Arrondissement 16.439 Einwohner, davon waren 7852 männlich und 8587 weiblich.
Von den 76 Dörfern und Quartieren der Kommune Toffo entfallen acht auf Séhouè:
1. Agaga
2. Aclonmè
3. Agbozounkpa
4. Aklissa
5. Bakanmè
6. Fandji
7. Somè
8. Vodjè
9. Zoungamè